# God Save Oz
God Save Oz är en sång av John Lennon och Yoko Ono inspelad 1971 och var A-sidan på en singel. På B-sidan finns Do the Oz. Singeln var en insamlingsskiva för att täcka kostnaderna för de anklagade i Oz-rättegången. Lennon och Yoko Ono engagerade sig i fallet och gick i demonstrationståg och skrev två sånger om fallet. God Save Oz finns med på John Lennon Anthology och Wonsaponatime.

## Musiker
- John Lennon - sång, akustisk gitarr
- Ringo Starr - trummor
- Klaus Voormann - bas
- Bobby Keys - saxofon